# برنارد فارسي
برنارد فارسي (بالفرنسية: Bernard Farcy)‏
```
هو 
ممثل
 
فرنسي
، ولد في 17 مارس 1949 في 
فرنسا
.
```

## أعمال

### أفلام
- (1998) تاكسي
- (2000) تاكسي 2
- (2001) أخوة الذئاب[2]
- (2007) تاكسي 4

## وصلات خارجية
- برنارد فارسي على موقع IMDb (الإنجليزية)
- برنارد فارسي على موقع ألو سيني (الفرنسية)
- برنارد فارسي على موقع أول موفي (الإنجليزية)
- برنارد فارسي على موقع قاعدة بيانات الأفلام السويدية (السويدية)
- برنارد فارسي على موقع قاعدة بيانات الفيلم (الإنجليزية)
- برنارد فارسي على موقع كينوبويسك (الروسية)